# 로이스 윌슨

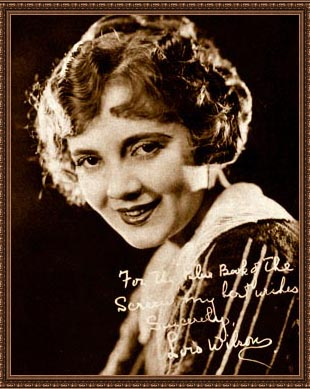

로이스 윌슨(Lois Wilson, 1894년 6월 28일 ~ 1988년 3월 3일)는 미국의 배우, 영화 감독, 각본가, 텔레비전 배우, 영화배우이다.
피츠버그에서 태어났으며 리노에서 사망하였다. 사인은 폐렴이다. 포리스트 론 메모리얼 파크에 매장되었다.

## 영화
- 브라이트 아이즈 (1934년)
- 대홍수 (1933년)
- 템테이션 (1930년)
- 쇼 오브 쇼 (1929년)
- 배상금 (1928년)
- Monsieur Beaucaire (1924년)
- 미스 룰루 벳 (1921년) - 룰루 벳 역
- 더 덤 걸 오브 포르티치 (1916년)